# Chrysopetalidae
Chrysopetalidae – rodzina wieloszczetów z rzędu Phyllodocida i podrzędu Nereidiformia.

## Taksonomia
Rodzina opisana została w 1864 roku Ernsta Heinricha Ehlersa.

## Opis
Ciało krótkie lub długie, zwykle silnie spłaszczone. Prostomium bez guzka twarzowego. Elytrae nieobecne. Czułki w liczbie 3. Notosetae spłaszczone i rozszerzone, ułożone w poprzeczne rzędy, utrzymywane w stanie wyniesionym ponad grzbiet ciała lub pokrywające go ku tyłowi dachówkowato. Neurosetae złożone.

## Systematyka
Zalicza się tu 3 podrodziny oraz 3 rodzaje nie należące do żadnej z nich:
- Calamyzinae Hartmann-Schröder, 1971
- Chrysopetalinae Ehlers, 1864
- Dysponetinae Aguado, Nygren et Rouse, 2013
- brak przypisanej podrodziny:
  - Acanthopale
  - Arichlidon Watson Russell, 1998
  - Bhawania Schmarda, 1861